# Wilhelmina Models
Wilhelmina International Inc. („WHLM“) ist eine Model- und Künstleragentur mit Sitz in Dallas und größter Agentur in New York City.
Das Unternehmen hat Zweigstellen in Los Angeles, Chicago, Miami, und London. Die Agentur betreut und repräsentiert neben Models auch Künstler wie Schauspieler, Musiker, Sportler und weitere Unterhaltungskünstler. Im Jahr 2009 wurde die Agentur nach Akquisition durch die New Century Equity Holdings Corporpation zum weltweit ersten börsennotierten Unternehmen seiner Art.
Unter den Künstlern befinden sich unter anderem Nicki Minaj, Shawn Mendes, Machine Gun Kelly, Niall Horan, RJ Mitte, Ellar Coltrane und Leona Lewis.

## Geschichte
Das Unternehmen wurde 1967 unter dem Namen Wilhelmina Models von dem niederländischen Model Wilhelmina Cooper und ihrem Ehemann Bruce Cooper sowie den Geschäftspartnern Bill Weinberg und Fran Rothchild gegründet.
Nachdem Wilhelmina Cooper im Jahr 1980 gestorben war, übernahmen ihre Geschäftspartner das Unternehmen. 1989 wurde es für circa vier Millionen US-Dollar von Horst-Dieter Esch, einem deutsch-amerikanischen Geschäftsmann, gekauft. Dieser führte Verhandlungen mit Elite Model Management und Ford Models, um die drei Unternehmen zusammenzuführen. Im Februar 2009 verkaufte Horst-Dieter Esch Unternehmensanteile für 22 Millionen US-Dollar an die New Century Equity Holdings Corp. Daraufhin wurde das Unternehmen zu einer International Incorporation umstrukturiert.
Im Jahr 2012 erweiterte das Unternehmen sein bis dahin ausschließlich auf Models konzentriertes Portfolio und eröffnete eine Abteilung, die Schauspieler und Musiker an Modeunternehmen vermittelt.
In den Jahren 2015 und 2016 wurde die Vermittlung von Models und Künstlern um die Vermittlung an Film- und Fernsehunternehmen erweitert. In diesen zwei Jahren wurden auch Büros in London, Chicago und Los Angeles eröffnet.